# MGM-134A Midgetman
Le MGM-134A Midgetman, initialement désigné par « Small Intercontinental Ballistic Missile » (SICBM), était un missile balistique intercontinental (ICBM) américain avec une unique ogive nucléaire.

## Développement
Le développement du Midgetman résulte d'un besoin exprimé au milieu des années 1980 par l'U.S. Air Force en faveur d'un petit ICBM pouvant être déployé sur des ensembles routiers qui s'inspire en partie du rapport STRAT-X écrit à la fin des années 1960. Les silos à missiles sont par essence vulnérables aux attaques et l'accroissement de la précision des missiles balistiques tirés à partir de sous-marins laissait craindre que l'Union soviétique pourrait dans le cadre d'une première frappe lancer un grand nombre de missiles à partir de l'océan et ainsi détruire la majorité des ICBM américains avant que ceux-ci puissent être utilisés. En produisant un missile mobile ne pouvant être que difficilement ciblé par les forces ennemies et donc capable de survivre à une première frappe, l'U.S. Air Force espérait maintenir la possibilité de procéder à une seconde frappe. En effet, dans le cadre d'une stratégie nucléaire, détenir une capacité de seconde frappe est considéré comme un élément vital de la crédibilité d'une dissuasion nucléaire, puisqu'en son absence le côté opposé peut être tenté de gagner une guerre nucléaire en procédant à une première frappe massive contre les forces nucléaires de son adversaire.
La mise en œuvre du Midgetman constituait par ailleurs une réponse au développement des ICBM mobiles soviétiques RT-23 Molodets (SS-24) et RS-12M Topol (SS-25). Ce programme était soumis à controverse dès son début, 500 missiles Midgetman étaient prévus initialement pour quelque 25 milliards de dollars alors que le Pentagone aurait souhaitait pourvoir faire déplacer les missiles balistiques Peacekeeper déployés à partir d'octobre 1986 sur rail à bord de wagon de garnison Peacekeeper pour six milliards de dollars et avait tenté de le supprimer en 1988.
Aucun missile n'a été mis en service, seuls des prototypes ont été développés par Martin Marietta pour ce programme commencé en 1984 et abandonné en janvier 1992 après la fin de la guerre froide alors que la mise en service était attendue pour 1997. Son premier tir d'essai le 11 mai 1989 depuis Vandenberg Air Force Base a été un échec, le missile se détruisant à la 70e seconde de vol, son second et dernier tir le 18 avril 1991 avec un lancement à froid depuis est réussi.

## Le véhicule transporteur

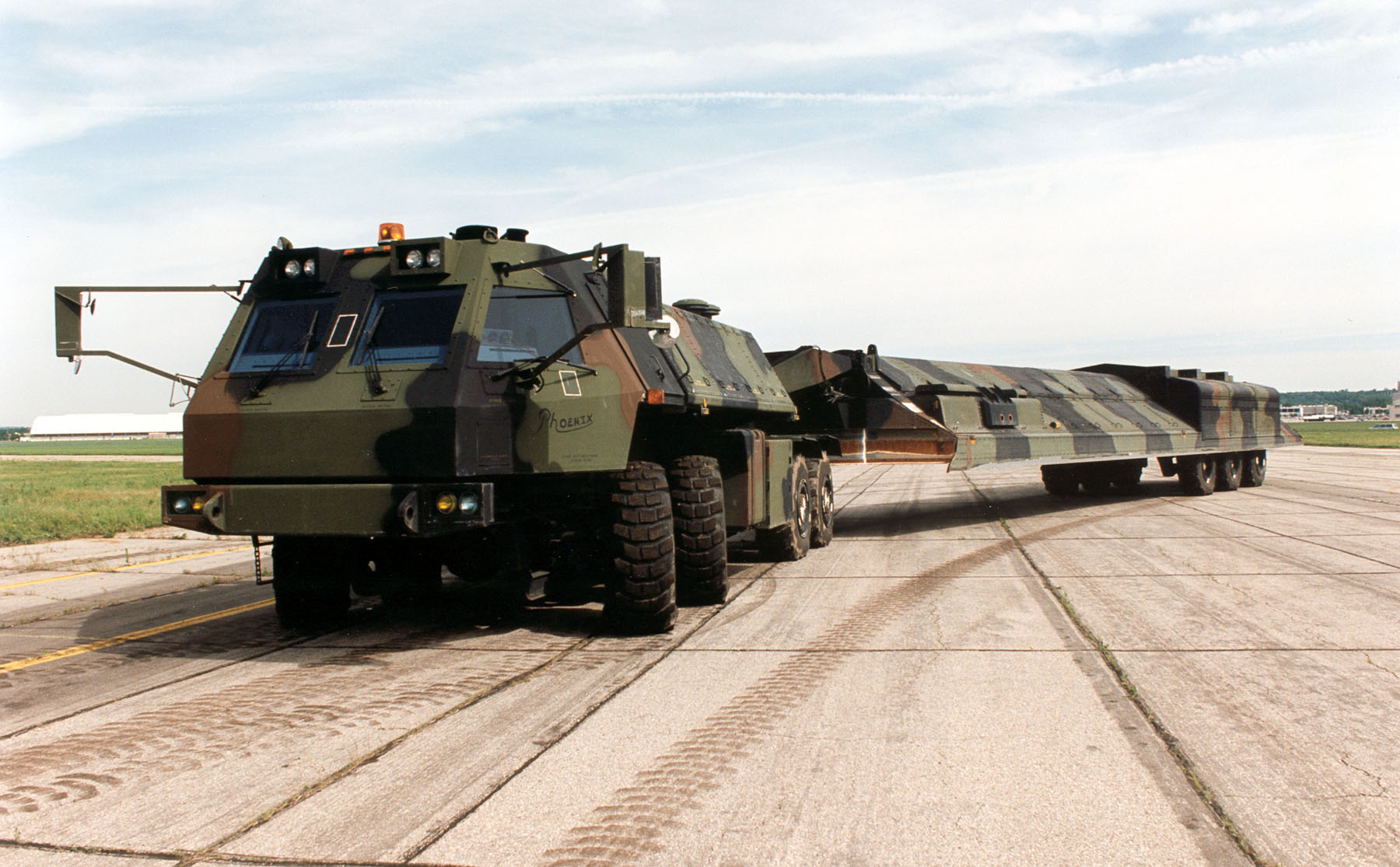
Rampe de lancement mobile utilisée pour le lancement du Midgetman.

Le Midgetman devait être transporté par une rampe de lancement mobile, le Hard Mobile Launcher (en) (HML). Il était prévu qu'en temps normal la plupart de ces tracteurs-érecteurs-lanceurs, construits par Boeing Aerospace and Electronics en collaboration avec Loral Corporation alors nommé Loral Defense Systems Division, devaient stationner dans leur base et qu'ils ne devaient être déployés qu'en cas de crise internationale accompagnée d'un risque de guerre nucléaire.
Le HLM était à l'épreuve des radiations ; afin de disposer d'une protection supplémentaire en cas d'explosion nucléaire, le HLM pouvait en outre creuser dans le sol un abri au moyen d'une charrue disposée sur sa remorque.
Le HML pesait plus de 108 tonnes mais il pouvait atteindre une vitesse de presque 90 km/h sur route et était tout-terrain. Son moteur était un Rolls-Royce-Perkins diesel de 890 kW (1 200 ch), qui actionnait les 8 roues du tracteur au moyen d'une transmission électro-hydraulique.
Le véhicule fut livré en décembre 1988 à l'U.S. Air Force et testé jusqu'en 1991 sur la base aérienne de Malmstrom, dans le Montana. Il a été ensuite exposé au National Museum of the United States Air Force à la Wright-Patterson Air Force Base avant sa mise à la ferraille en 2015.